# 劉休仁
劉休仁（443年—471年6月4日），名不詳，字休仁，以字行，宋文帝劉义隆第十二子，母為杨修仪。劉休仁是宋明帝在位時期的重要宗王，明帝登基前休仁曾幫助明帝免於殺身之禍，明帝登基後也統兵消滅反對宋明帝的勢力，在朝官至司徒，權勢和名望甚大，但明帝晚年因猜忌他而將其處死。

## 生平
劉休仁於元嘉二十九年二月庚午（452年3月27日）獲封建安王，食邑二千户。宋孝武帝即位後，於孝建三年（456年），任秘书监，领步兵校尉。同年七月丙子（456年9月8日），改任都督南兗徐二州诸军事、冠军将军、南兗州刺史。大明元年（457年），改任侍中，领右军将军。大明四年二月庚子（460年3月15日），改任湘州刺史，加散骑常侍。大明六年正月己丑（462年2月22日），加号平南将军。大明八年正月戊子（464年2月11日），改任使持节、督江州南豫州之新蔡晉熙郢州之西陽三郡诸军事、安南将军、江州刺史。未就任，即改任散骑常侍、太常。十月甲戌（464年11月23日），改任散骑常侍、护军将军。
宋前废帝永光元年正月戊午（465年3月7日），改任领军将军。景和元年八月癸酉（465年9月18日），改任使持节、安西将军、都督雍、梁、南北秦四州诸军事、宁蛮校尉、雍州刺史。十月丙寅（11月10日），改任散骑常侍、护军将军。十一月壬寅（12月16日），加特进、左光禄大夫。十一月壬子（12月26日），改任骠骑大将军、开府仪同三司。

### 竭智存身
宋前廢帝為人荒淫残暴，除殺害大臣外，也将一眾叔父召进宫，囚于殿内，殴捶凌曳。其中刘休仁、湘东王劉彧及山阳王劉休祐三人由於年紀較長，前廢帝就最為忌憚，於是常帶在身邊。三人的形体都很肥壮，刘子业把他们分别装入竹笼称量体重，最肥最重的劉彧，起号为“猪王”，劉休仁号为“杀王”，劉休祐号为“贼王”。當時前廢帝屢次想加害三王，但劉休仁憑著他的計謀，每每都能阿谀取悅廢帝，保存眾人的性命。例如一次劉彧激怒前廢帝，被脫光衣服，縛緊手腳並用木杖抬起，將要送到太官處「屠豬」，休仁此時就笑著勸阻，並稱：「待皇太子生，殺豬取其肝肺。」最終讓其改變主意送到廷尉，一晚過後就獲釋了。

### 助平內亂
景和元年十一月二十九日（466年1月1日），與劉彧有聯結寿寂之等人乘著機會成功將廢帝杀死。劉休仁等人推舉劉彧為帝，登上御坐，又於十二月癸亥（466年1月6日）以休仁為使持節、侍中、都督揚南徐二州諸軍事、司徒、尚書令、揚州刺史。泰始元年十二月丙寅（466年1月9日），劉彧正式即皇帝位，是为宋明帝。不久休仁因中護軍劉道隆曾經在廢帝指示下姦污了休仁生母楊修儀，上表辭讓官職，表示不肯與劉道隆同朝，最後明帝為他賜死了劉道隆。明帝雖然即位，但另一方面，本已起兵反前廢帝的江州刺史劉子勛在鄧琬等人主導下拒絕明帝任命，抗拒其建康政權，而國內多個地方都支持劉子勛,形勢對明帝相當不利。泰始二年正月甲午（466年2月6日），劉休仁被任命为都督征讨诸军事，率军南讨刘子勋。不久加领太子太傅，進攻劉子勛的諸軍都由休仁總統，因戰況對各軍進行支援。正月七日（2月7日），邓琬等人在江州奉刘子勋为帝。劉休仁出屯虎檻，三月殷孝祖攻赭圻敗死後，派遣寧朔將軍江方興、龍驤將軍劉靈遺各領三千人續攻赭圻，擊敗抵禦的陶亮，逼其後撤，僅由薛常寶守赭圻。四月辛酉（5月4日），沈攸之攻下赭圻，休仁隨後進駐該城。休仁在軍中撫恤將士，並關懷傷兵和陣亡者，十萬大軍因而都團結一致，並無異心。七月，休仁與袁顗所率的部眾在濃湖相持已久，休仁在沈攸之及吳喜等人建議下聽從張興世冒險率數千人直取錢溪，阻截敵方糧道的策略。最終成功瓦解袁顗軍，並於八月己卯（9月19日）攻敗袁顗大營。鄧琬失援無計，為張悅所殺並被獻首休仁，沈攸之及後攻下尋陽，殺劉子勛。九月庚子（10月10日），休仁至尋陽，分命諸軍到荊江郢雍湘各地平定子勛餘眾。徐州刺史薛安都在尋陽政權覆亡後仍然拒降，休仁遂都督北討諸軍事；劉休祐改任荊州刺史後，仁休又代其督西討諸軍事，負責討伐豫州刺史殷琰所據壽陽。至其年十二月，薛安都以所領降於北魏，而劉勔就攻克壽陽。
另一方面，劉子勛等王雖被殺，但曾支持劉子勛的松滋侯劉子房獲赦，與永嘉王劉子仁、始安王劉子真等幾位較年幼的孝武帝諸王尚在世，休仁認為他們都是禍患，勸明帝殺害他們，最後他們都於泰始二年十月乙卯（466年10月25日）被賜死，令孝武帝諸子死盡。

### 猜忌被殺
宋明帝和休仁分別為宋文帝的第十一及十二子，年齡較接近，又有文學典籍的共同愛好，故一向都很友好。前廢帝在位期間，明帝更屢因休仁而得以活命，至廢帝死，休仁不但推明帝為主，助其登位，亦統兵助其討平四方。休仁立下如此功勳，本亦得明帝重用，但當時朝野眾人都交結休仁，反而令明帝對這位弟弟有所不滿。休仁自己亦有所察覺，於是在泰始五年（469年）冬季求解揚州刺史，並得答允。泰始六年（470年），休仁又辭讓太尉，領司徒的官職。不過，面對明帝對宗室漸增的猜忌和殺戮，休仁也很不安心，泰始七年（471年）劉休祐被殺一事更令休仁極度擔憂恐懼。就在此年，明帝病重，正擔心休仁在內諸弟會威脅太子劉昱的帝位；而楊運長亦怕明帝死後，由休仁輔政令自己無法獲得權力，於是也贊同明帝誅除休仁之計劃。而明帝患病，朝廷內外人士都認為休仁必定當權，主書以下官員都到東府巴結休仁親信，當值無法出去的就十分恐懼。明帝見此就決定實行計劃了，在泰始七年五月戊午（471年6月4日）召見了休仁，說：「夕可停尚書下省宿，明可早來。」而就在當晚，明帝就命人帶毒藥到尚書下省賜死休仁，對外宣稱其謀逆事敗，懼罪自裁。休仁死時對使者罵道：「上有天下，誰之功也。孝武以誅子孫而至於滅，今復遵覆車，枉殺兄弟，奈何忠臣抱此冤濫！我大宋之業，其能久乎。」享年二十九歲。
殺害休仁後，明帝卻十分哀痛，曾對人說：「我與建安年時相鄰，少便款狎。景和、泰始之間，勳誠實重；事計交切，不得不除，痛念之至，不能自已。」還忍不住流下淚來。

## 逸事
- 前廢帝被殺後，休仁與休祐曾同車去臨祭被前廢帝所殺而未殯殮的劉敬猷、劉敬深及劉敬先兄弟，開帷歡笑，來回奏著鼓，吹著音樂，為當時人非議[6]。
- 休仁死後翌年，明帝亦死，據說臨死時看到休仁鬼魂作祟，呼叫道：「司徒小寬我。」[5]

## 家庭

### 妻
- 殷氏，吳興太守殷沖女，建安王妃，因與醫師祖翻通姦而賜死。

### 子
- 劉伯融，建安世子，官至廣州刺史，休仁死後被廢。後還襲始安縣王。建平王劉景素起兵反叛時被賜死。
- 劉伯猷，本出繼江夏王劉伯禽，休仁死後還歸本宗，與兄同被廢。後爵都鄉侯。與兄同被賜死。

## 引用
1. ↑  古代中國掌管皇帝飲食的官員
2. ↑  《資治通鑑·卷一三一》：「建安王休仁撫循將士，弔死問傷，身自隱卹；故十萬之眾，莫有離心。」
3. ↑  《宋書·卷八十·松滋侯子房》：「司徒建安王休仁以子房兄弟終為禍難，勸上除之。」
4. ↑  趙翼《廿二史劄記》：「孝武帝二十八子，夭殤者十；為前廢帝所殺者二；為明帝所殺者十六。當明帝時，以孝武子孫誅殺已盡，轉以己子武陵王贊為孝武後。當則孝武子孫，巳無一在者可知也。」
5. 1 2  《南史·卷十四·宋宗室及諸王下》
6. ↑  《宋書·劉休仁傳》：「時南平、廬陵敬先兄弟，為廢帝所害，猶未殯殮，休仁、休祐同載臨之，開帷歡笑，奏鼓吹往返，時人咸非焉。